# 山河
『山河』（さんが）は、2000年4月26日に発売された五木ひろしのシングルである。
　

## 解説
表題曲は人生を山河に見立てた内容の楽曲である。作詞・作曲を手掛けた小椋佳・堀内孝雄も後にそれぞれセルフカバー版を発表している。冒頭での中国語のナレーションはruru（当時太陽とシスコムーン）が務めている。
本楽曲は、同年末『第51回NHK紅白歌合戦』の白組トリおよび大トリで歌唱された。

## 収録曲
- 両楽曲共に、作詞：小椋佳／編曲：川村栄二

1. 山河（6分40秒）
作曲：堀内孝雄
2. 旅に出てみよう（4分42秒）
作曲：小椋佳
3. 山河（オリジナルカラオケ）
4. 旅に出てみよう（オリジナルカラオケ）